# Ján Čajak il giovane
Ján Čajak il giovane (Selenča, 18 luglio 1897 – Bratislava, 3 luglio 1982) è stato uno scrittore e giornalista slovacco figlio dello scrittore Ján Čajak e nipote del poeta Janko Čajak. Adottò gli pseudonimi di Ján Blatňanský  e di Ján Svätojánsky.

## Biografia
La sua formazione scolastica si svolse a Bački Petrovac, Szarvas, Vrbas e Novi Sad, quindi studiò teologia evangelica a Bratislava e a Prešov e concluse gli studi a Belgrado laureandosi in magistero nel 1925. Trovò impiego come professore di slovacco e di storia al ginnasio di Bački Petrovac; nel 1942 si trasferì a Budapest, dove fu caporedattore.
Dopo la guerra lavorò per il Ministero degli esteri cecoslovacco a Budapest, e in seguito nel dipartimento di informazione. Nel 1949 si stabilì definitivamente a Bratislava, ove lavorò come caporedattore, si dedicò alla pubblicistica e alla traduzione della letteratura jugoslava. Andò in pensione nel 1960.
Un documentario sulla vita di Ján Čajak il giovane, per il ciclo "Personalità della vita religiosa" fu girato nel 1996 dal regista Fedor Bartko con la scenografia di Ondrej Bartko e fu trasmesso dalla televisione slovacca.

## Attività
Incominciò la sua attività come caporedattore del giornale della minoranza slovacca in Voivodina Svit e come pubblicista. Su Svit pubblicò sue recensioni e articoli di attualità sulla Slovacchia e sulla sua letteratura e dal 1934 apparvero anche i suoi primi racconti. Anche a Náš život contribuì con racconti e traduzioni. Influirono sulla sua opera letteraria il padre Ján Čajak, e anche Martin Kukučín, Jozef Gregor Tajovský e altre autori del realismo. Oltre ai romanzi, ai racconti e a opere pubblicistiche, fu autore anche di saggi storici, di libri di memorie, di biografie di autori slovacchi, fra cui il nonno Janko Čajak, Michal Godra e Janko Kráľ.

## Opere
- 1943 – Rozprávka o veľkom valachovi ("La fiaba del grande valacco")
- 1943 – Dumný briežok, raccolta di racconti ambientati durante la Seconda guerra mondiale
- 1943 – Zuzka Turanová
- 1947 – Zypa Cupák, romanzo satirico
- 1947 – Po stopách generála Viesta ("Sui passi dei generale Viest"), memorie
- 1968 – V zajatí na Holíčskom hrade, romanzo storico
- 1971 – Miscellanea, ciclo di saggi storici (articoli giornalistici raccolti in un volume nel 1982)
- Báťa Ondriš Pazúrik, racconto umoristico
- Matej Hronec Bickoš, racconto in forma di ballata